# Diamantofelis
Diamantofelis — викопний рід родини котових, який жив на території сучасної Намібії в ранньому міоцені. Він містить один вид Diamantofelis ferox.
Цей рід був описаний в 1998 році на підставі останків, виявлених в місцевості Аррісдрифт в Намібії, які датуються 17,5-17 млн років тому. Голотип — це ліва нижня щелепа, яка включає ікла та щічні зуби. У 2003 році були описані різні посткраніальні залишки, що належать до цього роду. Сюди входить перша фаланга, а також проксимальний кінець лівої ліктьової кістки. Крім того, фрагменти іншої ліктьової кістки, знайдені в дещо давнішій місцевості Аухас, яка датується ≈ 19 млн років, були віднесені до Diamantofelis.
Другий вид під назвою Diamantofelis minor спочатку був описаний з того ж місця, але згодом був переміщений до роду Namafelis. Ці два роди примітні тим, що вони є першими та до опису Asilifelis у 2012 році єдиними відомими залишками котячих із нижнього міоцену Африки.
Він названий на честь Алмазної зони 1, де були знайдені скам'янілості. Конкретна назва ferox перекладається як «лютий».
Diamantofelis є найбільшим котячим, відомим з раннього міоцену Африки. Його розмір був описаний як трохи менший за гепарда і порівнянний з маленькою пумою.
Місцевість Аррісдрифт, ймовірно, являє собою бічне русло річки Прото-Оранж, яке лише іноді наповнювалося текучою водою, можливо, коли річка розливалася під час сезону дощів. Решту часу це був неглибокий басейн. Присутність 'Crocodylus' gariepensis і гігантських черепах вказує на більш тропічний клімат, ніж сьогодні в цій області. Середовищем існування, ймовірно, була густа, досить лісиста савана з лісом-галереєю вздовж річки.